# Xie Chen
Xie Chen (* um 1984) ist eine chinesische theoretische Festkörperphysikerin.
Xie Chen studierte ab 2002 an der Universität Tsinghua mit dem Bachelor-Abschluss 2006 und ging dann an das Massachusetts Institute of Technology (als Whiteman Fellow), an dem sie 2012 in theoretischer Physik promoviert wurde. Als Post-Doktorandin war sie 2012 bis 2014 Miller Research Fellow an der University of California, Berkeley. 2014 wurde sie Assistant Professor und 2017 Associate Professor am Caltech.
Sie befasst sich mit neuartigen (topologischen) Phasen  (wie Symmetrie-geschützten topologischen Ordnungen, symmetry protected topological phases, SPT) und zugehörigen Phänomenen (wie fraktionierte Symmetrien) in Vielteilchensystemen, stark korrelierten Systemen, Dynamik von Quantenvielteilchensystemen, Tensor-Netzwerk-Darstellungen und Anwendungen in der Quanteninformationstheorie.
Tensor-Netzwerk-Darstellungen dienen der effizienten Darstellung von verschränkten Vielteilchenwellenfunktionen mit area law und wurden von Chen und Kollegen insbesondere stark wechselwirkenden Systemen und Systemen mit topologischer Ordnung benutzt. Sie untersuchte auch das Phänomen der Symmetrie-Fraktionierung bei Systemen mit innerer topologischer Ordnung, bei denen sich die fraktionierte Statistik von Anyon-Zuständen auch auf die Darstellung unter globalen Symmetrien überträgt.
SPT besitzen nicht-triviale Kantenzustände ohne Anregungsschwelle (gap) bei ansonsten normal aussehendem Volumenzuständen und werden durch globale Symmetrien wie Ladungserhaltung und Zeitumkehrinvarianz verursacht, die den topologischen Schutz bereitstellen. Sie verallgemeinern die in der Theorie topologischer Isolatoren und Supraleiter auftretenden Phänomene auf allgemeinere Fermion-, Boson- und Spin-Systeme. Unter anderem klassifizierte sie mit Kollegen die möglichen SPT-Phasen und konstruierte SPT-Systeme.
2017 wurde sie Sloan Research Fellow und erhielt einen National Science Foundation Early Career Award. Für 2020 erhielt sie den New Horizons in Physics Prize für einschneidende Beiträge zum Verständnis topologischer Zustände von Materie und ihrer Verbindungen zueinander (Laudatio).

## Schriften (Auswahl)
- mit Bei Zeng, Zhengcheng Gu, Beni Yoshida, Isaac L. Chuang: Gapped Two-body Hamiltonian whose Unique Ground State is Universal for One-way Quantum Computation, Phys. Rev. Lett., Band 102, 2009, S. 220501, Arxiv
- mit Zheng-Cheng Gu, Xiao-Gang Wen: Local Unitary Transformation, Long-Range Quantum Entanglement, Wave Function Renormalization, and Topological Order, Phys. Rev. B, Band 82, 2010, S. 155138, Arxiv
- mit Bei Zeng, Zheng-Cheng Gu, Isaac L. Chuang, Xiao-Gang Wen: Tensor Product Representation of Topological Ordered Phase: Necessary Symmetry Conditions, Phys. Rev. B, Band 82, 2010, S. 165119, Arxiv
- mit Zheng-Xin Liu, Xiao-Gang Wen: Two-dimensional symmetry protected topological orders and their protected gapless edge excitations, Phys. Rev. B, Band 84, 2011, S. 235141, Arxiv
- mit Zheng-Cheng Gu, Xiao-Gang Wen: Complete classification of one-dimensional gapped quantum phases in interacting spin systems, Phys. Rev. B, Band 84, 2011, S. 235128, Arxiv
- mit Zheng-Cheng Gu, Xiao-Gang Wen: Classification of Gapped Symmetric Phases in One-dimensional Spin Systems, Phys. Rev. B, Band 83, 2011, S. 035107, Arxiv
- mit Zheng-Cheng Gu, Zheng-Xin Liu, Xiao-Gang Wen: Symmetry Protected Topological Orders in Interacting Bosonic Systems, Science, Band 338, 2012, S. 1604, Arxiv
- mit Zheng-Cheng Gu, Zheng-Xin Liu, Xiao-Gang Wen: Symmetry protected topological orders and the group cohomology of their symmetry group, Phys. Rev. B, Band 87, 2013, S. 155114, Arxiv
- mit Lukasz Fidkowski, A. Vishwanath: Non-Abelian topological order on the surface of a 3D topological superconductor from an exactly solved model, Phys. Rev. X, Band 3, 2013, S.  041016, Arxiv
- mit Lukasz Fidkowski, Ashvin Vishwanath: Symmetry Enforced Non-Abelian Topological Order at the Surface of a Topological Insulator, Phys. Rev. B, Band 89, 2014, S. 165132, Arxiv
- mit Yuan-Ming Lu, Ashvin Vishwanath: Symmetry protected topological phases from decorated domain walls, Nature Communications, Band 5, 2014, Nr. 3507, Arxiv
- mit Fiona j. Burnell, Ashvin Vishwanath, Lukasz Fidkowski: Anomalous Symmetry Fractionalization and Surface Topological Order, Phys. Rev. X, Band 5, 2015, S. 041013, Arxiv
- mit Ashvin Vishwanath: Gauging' time reversal symmetry in tensor network states, Phys. Rev. X, Band 5, 2015, S. 041034, Arxiv
- mit Yi-Chen Huang: Quantum circuit complexity of one-dimensional topological phases, Phys. Rev. B, Band 91, 2015, S. 195143, Arxiv
- mit Michael Hermele: Bosonic topological crystalline insulators and anomalous symmetry fractionalization via the flux-fusion anomaly test, Phys. Rev. X, Band 6, 2016, S.  041006, Arxiv
- Herausgeberin mit Xiao-Gang Wen, Bei Zeng, Duan-Lu Zhou: Quantum Information Meets Quantum Matter: From Quantum Entanglement to Topological Phases of Many-Body Systems, Springer 2019 (Arxiv)